# Xalaixí
Xalaixí (en (ucraïnès): Шалаши) és un poble de la República Autònoma de Crimea a Ucraïna, que el 2014 tenia 78 habitants. Pertany al districte rural de Saki.